# مارك بيسون
مارك بيسون (بالإنجليزية: Mark Beeson)‏ هو عالم سياسة أسترالي، ولد في 1962.